# Route nationale 494
Pour les articles homonymes, voir Route 494.
La route nationale 494, ou RN 494, est une ancienne route nationale française reliant Vandenesse-en-Auxois à Andelaroche (Planfait).
Après les déclassements de 1972 elle fut renommée RD 994, sauf entre Meilly-sur-Rouvres et Autun où elle fut reprise par la RN 81 (déclassée en RD 681).

## Tracé

### Section de Vandenesse-en-Auxois à Autun
- Vandenesse-en-Auxois
- Rouvres-sous-Meilly
- Meilly-sur-Rouvres
- Le Fête
- Musigny
- Mimeure
- Arnay-le-Duc
- Magnien
- Voudenay
- Cordesse
- Dracy-Saint-Loup
- Autun

La section de Meilly-sur-Rouvres à Autun appartient à la RN 81 (déclassée).
Tronc commun avec l'ex-RN 73 jusqu'à Laizy.

### Section de Laizy à Planfait

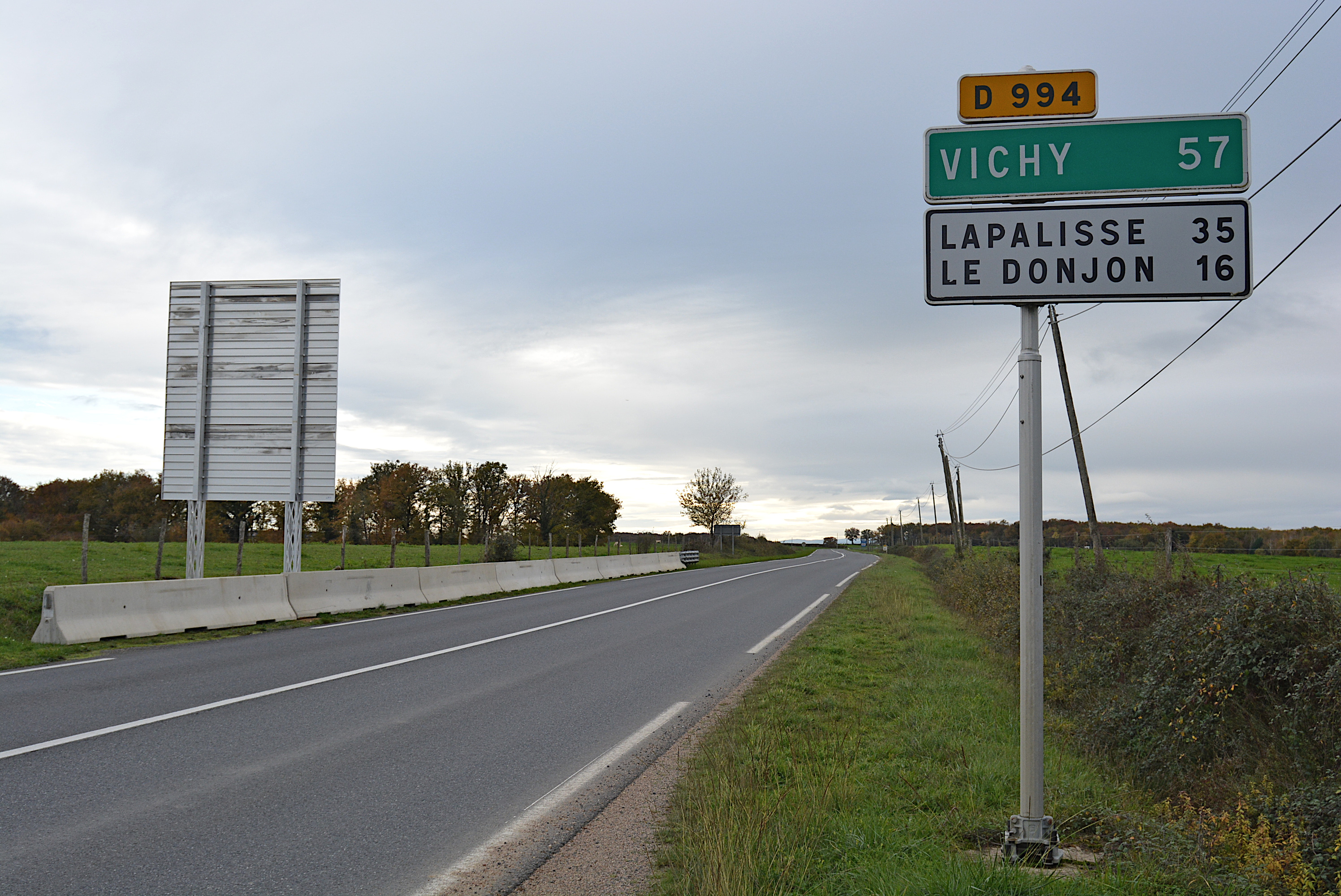
La D 994 en direction de Lapalisse et Vichy, au sud de Molinet.

- Laizy (une carte de 1952 y indique le lieu-dit Le Mousseau qui a disparu sur les cartes récentes)
- Étang-sur-Arroux
- Saint-Nizier-sur-Arroux
- La Boulaye
- Toulon-sur-Arroux
- Vendenesse-sur-Arroux
- Gueugnon
- Rigny-sur-Arroux
- Digoin

Tronc commun avec l'ancienne RN 79 devenue RD 779
- Molinet
- Le Pin
- Saint-Didier-en-Donjon
- Le Donjon
- Loddes
- Planfait, commune d'Andelaroche, où elle rencontrait la RN 490 pour rejoindre Lapalisse et la RN 7.